# 루퍼스 킹
루퍼스 킹(영어: Rufus King, 1755년 3월 24일 ~ 1827년 4월 29일)은 미국의 정치인이다. 1816년 미국 대통령 선거에서 연방당 후보로 출마했으나 민주공화당의 제임스 먼로에게 패배한다.

## 역대 선거 결과
| 선거명        | 직책명                | 대수 | 정당         | 득표율   | 득표수 (선거인단) | 결과 | 당락                 |
| ------------- | --------------------- | ---- | ------------ | -------- | ----------------- | ---- | -------------------- |
| 1789년 선거   | 상원의원 (뉴욕 제3부) | 1대  | 연방주의자당 | 100.00%  | 1표               | 1위  | 뉴욕주 상원의원 당선 |
| 1794년 선거   | 상원의원 (뉴욕 제3부) | 4대  | 연방당       | 60.26%   | 47표              | 1위  | 뉴욕주 상원의원 당선 |
| 1804년 선거   | 미국의 부통령         | 4대  | 연방당       | 7.96%    | 14표              | 2위  | 낙선                 |
| 1804년 재선거 | 상원의원 (뉴욕 제1부) | 8대  | 연방당       | 15.56%   | 14표              | 2위  | 낙선                 |
| 1808년 선거   | 미국의 부통령         | 4대  | 연방당       | 26.86%   | 47표              | 2위  | 낙선                 |
| 1812년 선거   | 미국의 대통령         | 4대  | 연방당       | 2.00%    | 5,574표 (0명)     | 3위  | 낙선                 |
| 1813년 선거   | 상원의원 (뉴욕 제3부) | 13대 | 연방당       | 51.52%   | 68표              | 1위  | 뉴욕주 상원의원 당선 |
| 1816년 선거   | 뉴욕 주지사           | 4대  | 연방당       | 45.98%   | 38,647표          | 2위  | 낙선                 |
| 1816년 선거   | 미국의 대통령         | 5대  | 연방당       | 30.92%   | 34,740표 (34명)   | 2위  | 낙선                 |
| 1820년 선거   | 상원의원 (뉴욕 제3부) | 16대 | 연방당       | 단독후보 | 무투표            | 1위  | 뉴욕주 상원의원 당선 |